# 미소 속에 비친 그대
《미소 속에 비친 그대》는 신승훈의 1집 정규 앨범이자, 데뷔 앨범이며 동명의 노래가 타이틀 곡으로 앨범에 수록되어 있다.

## 음반
가요계에 혜성같이 등장해 당시 신인이었던 신승훈은 그가 직접 작사, 작곡한 곡인 그의 1집 앨범 《미소 속에 비친 그대》로 화려하게 데뷔했으며, 〈미소 속에 비친 그대〉는 이듬해 KBS 가요톱텐 5주 연속 1위로 골든컵을 차지하는 등 공전의 히트를 기록했다. 또한 이 앨범은 무려 140만장이라는 판매고를 올리며 데뷔 앨범으로는 처음으로 밀리언셀러를 기록했다. 타이틀곡인 〈미소 속에 비친 그대〉뿐만 아니라 〈날 울리지마〉로 역시 골든컵을 수상하기도 했던 1집 음반은 그에게 제2회 서울가요대상 신인상, 제5회 대한민국 노랫말 대상, 아름다운 노랫말상〈미소 속에 비친 그대〉, 골든디스크 본상 수상의 영예를 안겼다. 신승훈이 대학 시절 작곡한 7곡을 포함(instrumental까지 포함) 총 10곡이 실렸다. 당시 발매된 앨범에는 '날 울리지마'가 수록되었으나 편곡된 상태로 현재엔 2집에 수록돼 발매되고 있다.

## 수록곡
| #             | 제목                                   | 작사          | 작곡          | 재생 시간 |
| ------------- | -------------------------------------- | ------------- | ------------- | --------- |
| 1.            | 〈미소 속에 비친 그대〉                | 신승훈        | 신승훈        | 4:51      |
| 2.            | 〈두 번째의 사랑〉                     | 백병교        | 백병교        | 4:13      |
| 3.            | 〈오늘같이 이런 창밖이 좋아〉          | 신승훈        | 신승훈        | 4:05      |
| 4.            | 〈그댈 사랑해〉                        | 신승훈        | 신승훈        | 4:38      |
| 5.            | 〈돌아봐줘〉                           | 신승훈        | 신승훈        | 4:22      |
| 6.            | 〈그대의 마음은〉                      | 백병교        | 백병교        | 5:01      |
| 7.            | 〈그리워라〉                           | 신승훈        | 신승훈        | 4:24      |
| 8.            | 〈그대여 안녕〉                        | 신승훈        | 신승훈        | 4:53      |
| 9.            | 〈미소 속에 비친 그대 (instrumental)〉 |               | 신승훈        | 4:00      |
| 10.           | 〈돌아봐줘 (instrumental)〉            |               | 신승훈        | 4:22      |
| 총 재생 시간: | 총 재생 시간:                          | 총 재생 시간: | 총 재생 시간: | 44:49     |

## 제작진
- Arrange : 김명곤, 송홍섭
- Drum : 배수연, 민병직
- Bass : 송홍섭, 이수용
- E. Guitar : 박청귀, 함춘호, 김광석
- A. Guitar : 함춘호
- Piano & Synth : 김명곤, 최태완, 황수권, 장광석, 박영용
- Saxophone : 김명곤
- Engineer : 도정희, 성지훈, 고영환
- Recording Studio : 서울 Studio, Song's Studio
- 기획 : 관기획
- 연출 : 김창환